# Купеев, Игорь Борисович
И́горь Бори́сович Купе́ев (осет. Хъуппеты Борисы фырт Игорь; род. 20 февраля 1974, Алагир, Северо-Осетинская АССР) — российский и узбекский борец вольного стиля, двукратный чемпион России (1994, 2001), обладатель Кубка мира (1996) и двукратный чемпион Азии (1999, 2000). Мастер спорта России международного класса по вольной борьбе.

## Биография
Родился 20 февраля 1974 года в городе Алагир Северо-Осетинской АССР. С 1987 года стал заниматься вольной борьбой под руководством Савелия Агузарова. В 1990 году становится чемпионом мира среди кадетов в Сомбатхее. В 1991 году становится третьим на чемпионате мира среди юниоров в Кали. В 1992 году становится чемпионом России среди кадетов в Москве. В 1994 году становится чемпионом России в Санкт-Петербурге и чемпионом Европы среди молодёжи в Куортане. В 1995 году становится серебряным призёром чемпионата России в Перми. В 1996 году становится обладателем Кубка мира в Тегеране и с этого же года начинает выступать за сборную команду Узбекистана по вольной борьбе. Дважды становится чемпионом Азии (1999, 2000). В 2000 году становится победителем международного турнира на призы братьев Белоглазовых в Калининграде, международного турнира памяти Шамиля Умаханова в Хасавюрте и международного турнира серии Гран-при «Иван Ярыгин» в Красноярске. В 2001 году возвращается в Россию и становится чемпионом России в Москве.
В настоящее время работает в администрации местного самоуправления Алагирского района Северной Осетии.

## Спортивные достижения
- Обладатель Кубка мира в Тегеране (1996)
- Двукратный чемпион России (1994, 2001)
- Двукратный чемпион Азии (1999, 2000)
- Победитель международного турнира на призы братьев Белоглазовых в Калининграде (2000)[1]
- Победитель международного турнира памяти Шамиля Умаханова в Хасавюрте (2000)[2]
- Победитель международного турнира серии Гран-при «Иван Ярыгин» в Красноярске (2000)[3]
- Чемпион Европы среди молодёжи в Куортане (1994)
- Чемпион мира среди кадетов в Сомбатхее (1990)
- Чемпион России среди кадетов в Москве (1992)
- Чемпион России среди молодёжи в Брянске (1994)